# 埃利斯·维克隆德
埃利斯·维克隆德（瑞典語：Elis Wiklund，1909年12月12日—1982年3月15日），瑞典男子越野滑雪运动员。他曾代表瑞典参加1936年冬季奥林匹克运动会越野滑雪比赛，获得男子50公里金牌。